# The Mother of His Children
The Mother of His Children er en amerikansk stumfilm fra 1920 af Edward LeSaint.

## Medvirkende
- Gladys Brockwell som Yve
- William Scott som Richard Arnold
- Frank Leigh som Count Tolstoff
- Nigel De Brulier som Hadji
- Golda Madden som Beatrice Arnold
- Nancy Caswell som Helen
- Jean Eaton som Bobbie